# Carrière de talc de Montferrier
La carrière de talc de Montferrier, également connue sous les noms de carrière ou mine de la Porteille ou mine du Fangas, est un ancien site minier situé sur la commune de Montferrier, dans le massif de Tabe, dans le département français de l'Ariège, en région Occitanie.
Aux XIXe et XXe siècles, ce site d'extraction constitue l'un des deux sites miniers du gisement de talc du massif de Tabe, avec la carrière de talc de Trimouns. Les lieux sont aussi marqués par la présence d'une station de ski des années 1940 à 1960.

## Localisation
Le site minier se situe sur le territoire de la commune de Montferrier, dans le département de l'Ariège, sur le versant nord du massif de Tabe, à environ 4 km à vol d'oiseau au sud du bourg, et environ 19 km au sud-est de Foix, à une altitude comprise entre 1 400 et 1 700 m.

## Histoire

### Exploitation
La commune de Montferrier est connue pour ses ressources minières, notamment en marbre, en cuivre et en fer, laquelle est perceptible dans la toponymie communale, et attestées par les multiples projets d'extraction et prospection recensés au XIXe siècle. Les Archives départementales de l'Ariège conservent de nombreux documents relatifs à ces initiatives, pour beaucoup jamais concrétisées.
La présence de talc en affleurement dans le massif de Tabe est attestée au XIXe siècle. La commune de Montferrier met en affermage une petite exploitation au niveau du col de la Porteille au milieu du siècle. Plusieurs fermiers se succèdent sur site. L'industrialisation est engagée à la fin du XIXe siècle. Les affleurements sont clairement attestés en 1866, notamment, dans le cadre d'une opération de repérage relatée en 1908.
La mine bénéficie de la création d'une usine de traitement du minerai, dite usine Sainte-Catherine, fondée en 1896 dans le bourg de Montferrier par Sébastien Molins, ancien cadre des talcs de Luzenac. L'usine utilise la force motrice du Touyre pour procéder au broyage du talc. Sébastien Molins demeure un temps à la tête de cette exploitation, avant de la restituer à la Société minière de Montferrier, constitué le 5 août 1904,. Le siège de la société se trouve rue de Provence à Paris ; elle se spécialise dans les années 1920 dans la production de stéatite destinée aux traitements de la vigne. Cette société a pour objet « l'exploitation de gisements de talc à Montferrier ; la fabrication et la vente du talc ; la recherche et exploitation de tous autres gisements de talc, de toutes carrières et mines, de toutes chutes d'eau ». En 1929, la Société des talcs de Luzenac devient actionnaire majoritaire de la SMM. L'activité minière se concentre dans un premier temps dans le secteur du col de la Porteille, sur son versant donnant vers le vallon de la Reboule, près de Montségur, puis sur le versant nord, dans le secteur du Fangas, principalement dans les années 1920 à 1940.
L'exploitation se fait essentiellement à ciel ouvert ; plusieurs galeries de reconnaissance sont creusées. Un système de wagonnets et de câbles de transport aérien permet d'acheminer le minerai du haut de la mine jusqu'à l'usine de traitement de Montferrier.
L'industrialisation de la production a des conséquences sur les infrastructures routières des environs, le transport du talc fragilisant le réseau. La Société Minière contribue à la réparation de la chaussée,.
Après la rupture du câble transporteur en 1961, et un premier éboulement dommageable, l'activité se réduit fortement. La mine ferme définitivement en 1969. Sur l'ensemble de sa période productive, la carrière aura permis de dégager 100 000 tonnes de talc brut.

### Après-mine

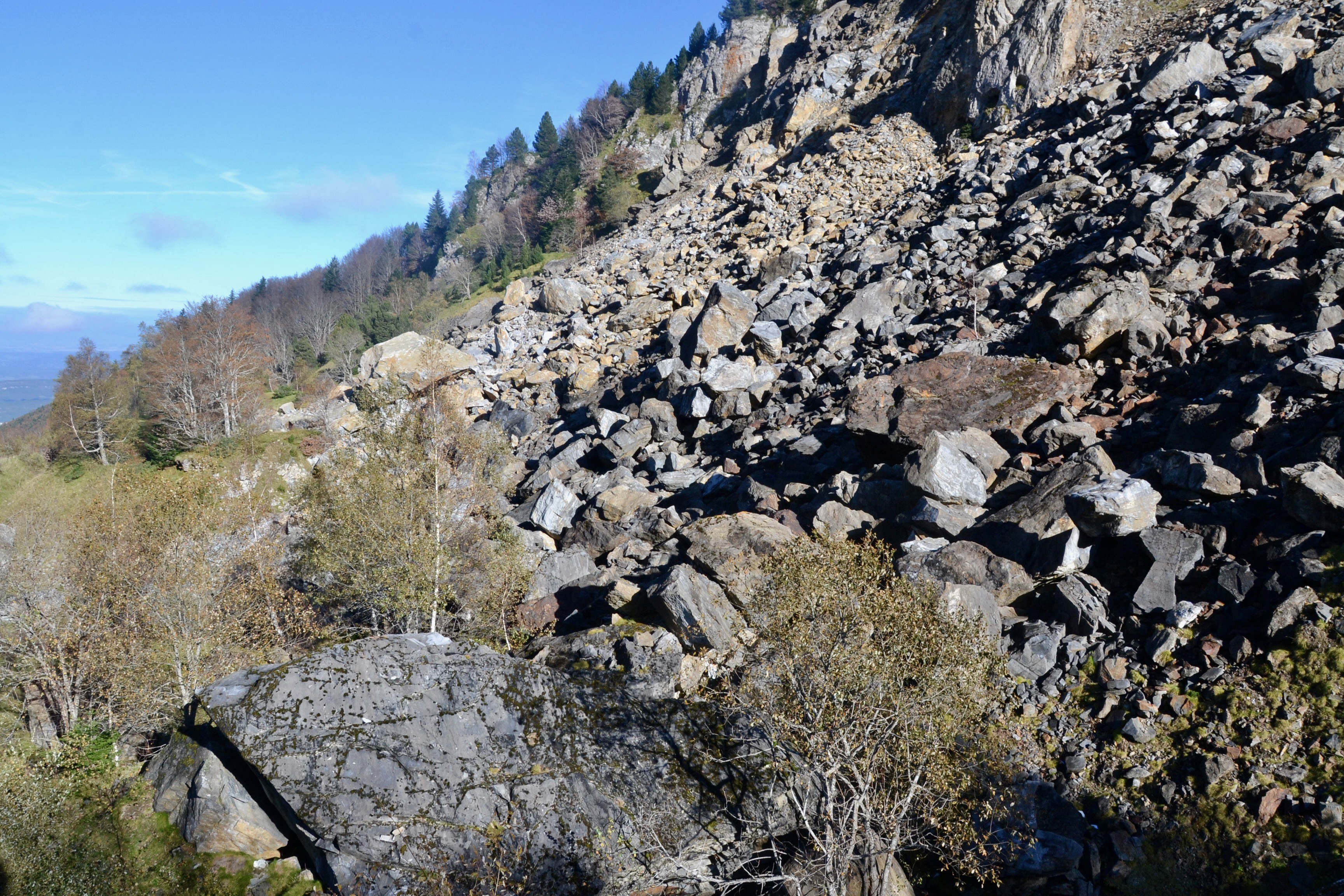
Zone de l'effondrement de 2002.

Dans les années 1940 et 1950, les pionniers des sports d'hiver utilisent les pentes de la mine pour y skier, moyennant l'installation d'un téléski sommaire, et un abri des mineurs pour y séjourner le week-end. Ils délaissent le site à la création de la station des Monts d'Olmes. Des vestiges du remonte-pente subsistent sur place, juste au-dessus de l'étang de Moulzoune, aujourd'hui en pleine forêt.
En mai 2002, un nouvel effondrement affecte le site, conduisant à un déplacement du chemin de randonnée qui le parcourait, et à une sécurisation des lieux par destruction de certains vestiges miniers.
Parmi les vestiges subsistants, figurent une plateforme en béton, des chariots métalliques et quelques pans de maçonnerie au niveau du site du Fangas, ainsi que des restes d'une machine à vapeur permettant le basculement du minerai d'un versant du col à l'autre, et des baraquements en ruine au col de la Porteille. Un pylône du câble transporteur demeure également en place dans la forêt, près de l'étang. L'essentiel de l'usine de Montferrier a été démoli, mais quelques pans de murs restent intégrés à des bâtiments communaux.

## Valorisation patrimoniale

### Protection
Le site figure à l'Inventaire national du patrimoine naturel, sous la désignation « Carrières de talc albo-cénomanien de Fangas et la Porteille à Montferrier ». L'ancienne mine est proche de l'emprise de la Réserve naturelle régionale du massif de Saint-Barthélemy.
Les lieux ont également été l'objet d'une opération d'inventaire général du patrimoine culturel en 2018.

### Animation
Le site figure parmi les lieux d'intérêt patrimonial communautaire, d'après les documents de planification de la Communauté de communes du Pays d'Olmes. Il fait l'objet d'une valorisation ponctuelle, sous la forme de balades guidées et commentées organisées par le Pays d'art et d'histoire des Pyrénées Cathares, des passionnés de montagne ou l'Association des naturalistes de l'Ariège.

## Galerie

Site du Fangas
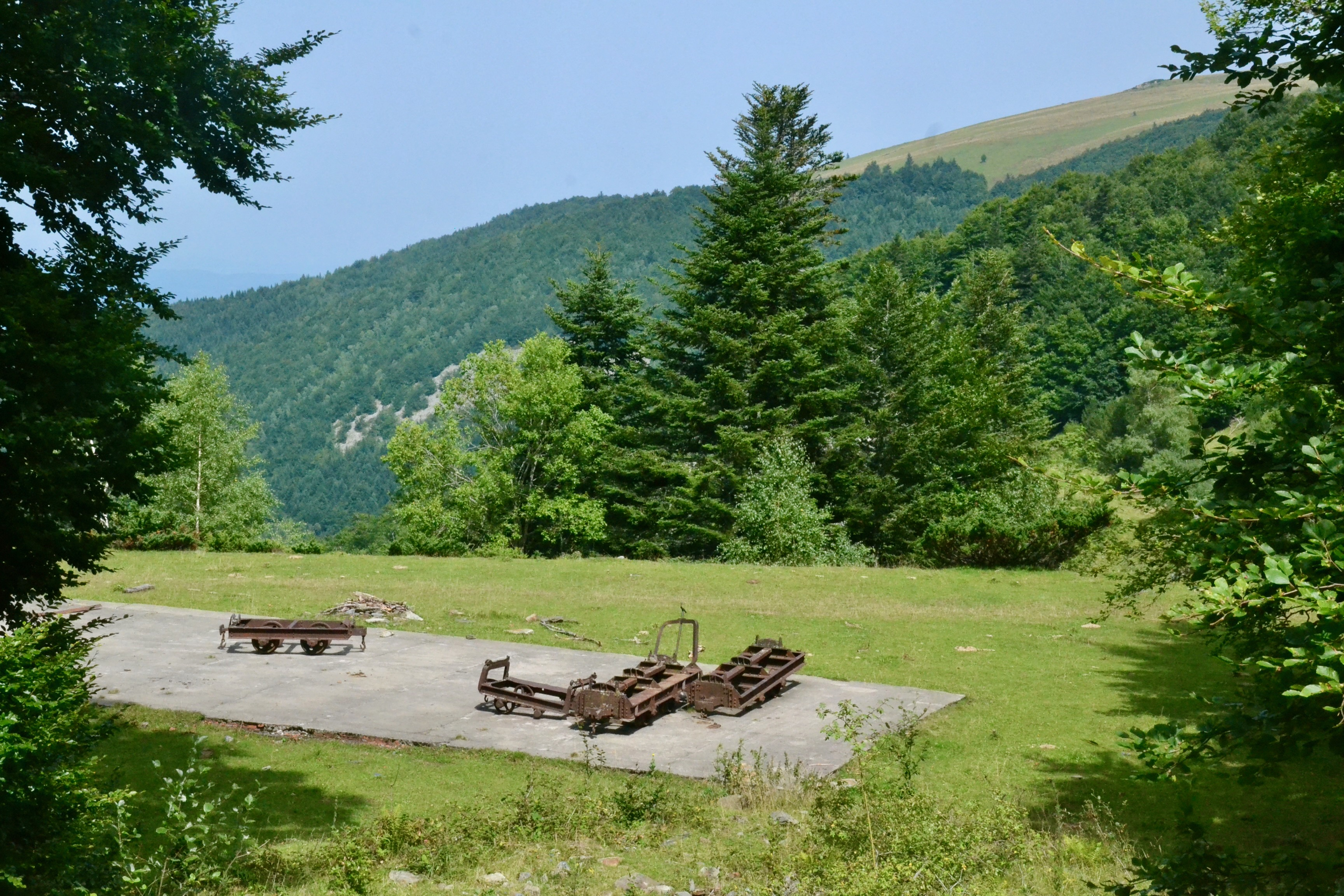
Plateforme et wagonnets.
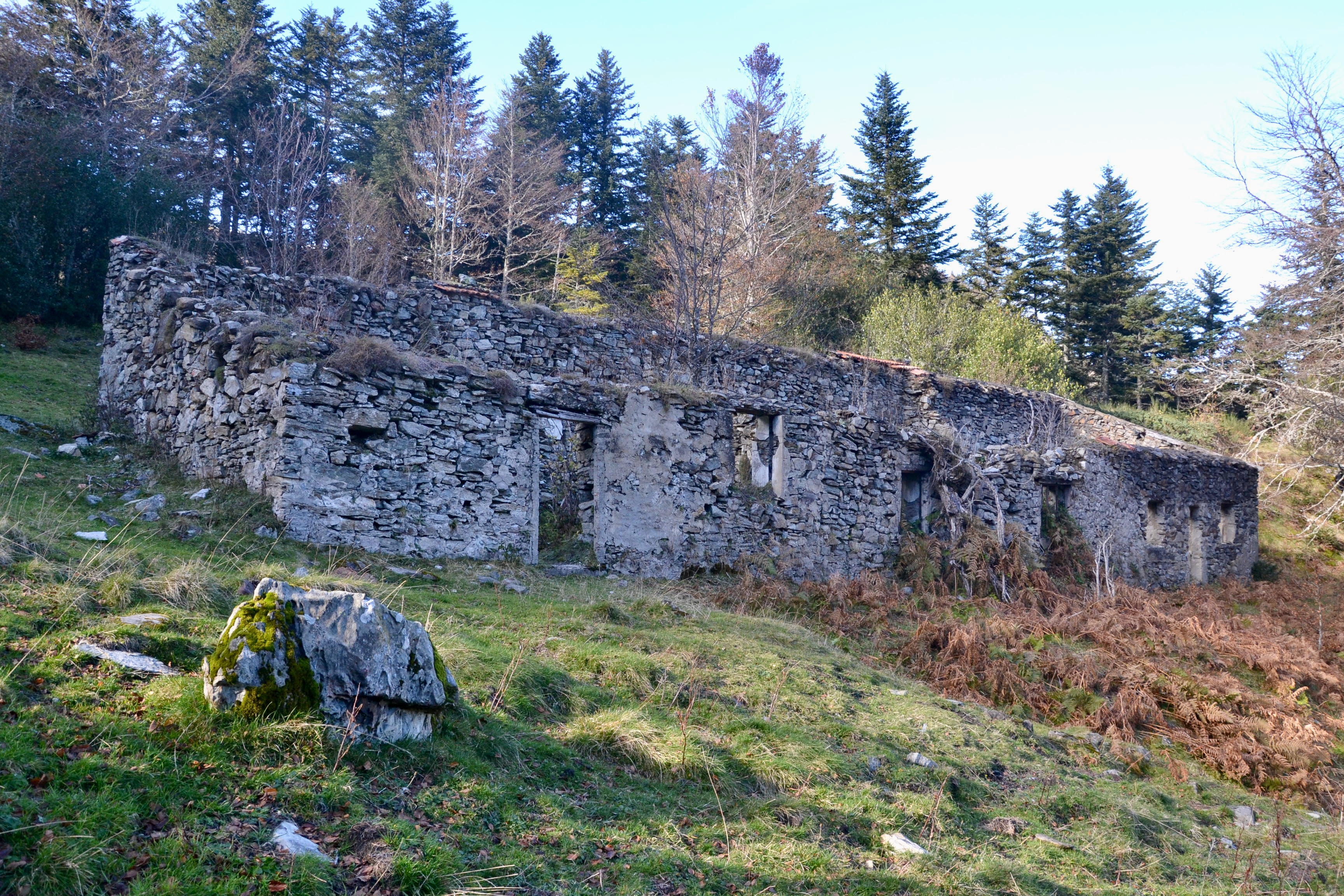
Ancien abri des mineurs.
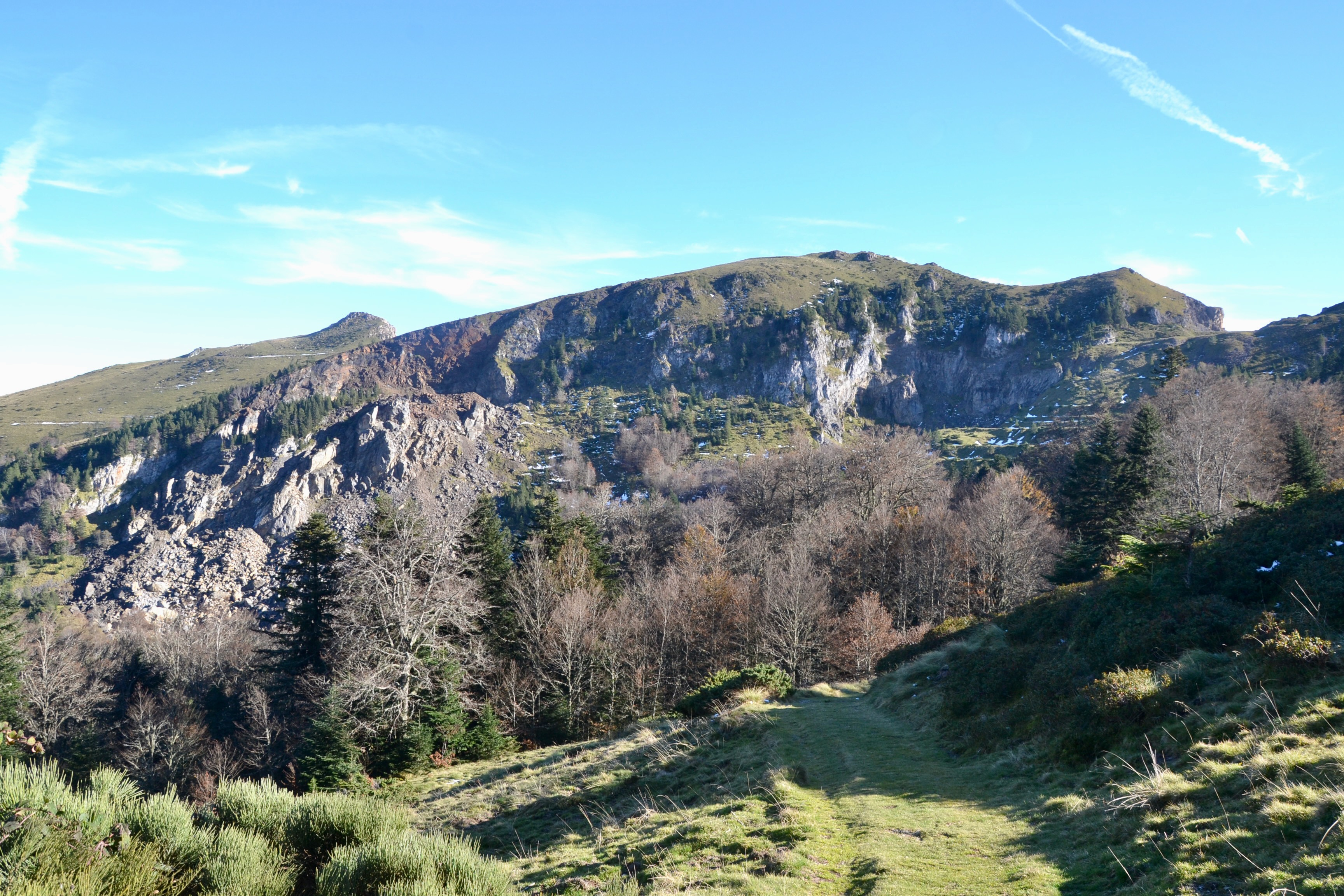
Versant nord du col, vue générale.

Site de la Porteille
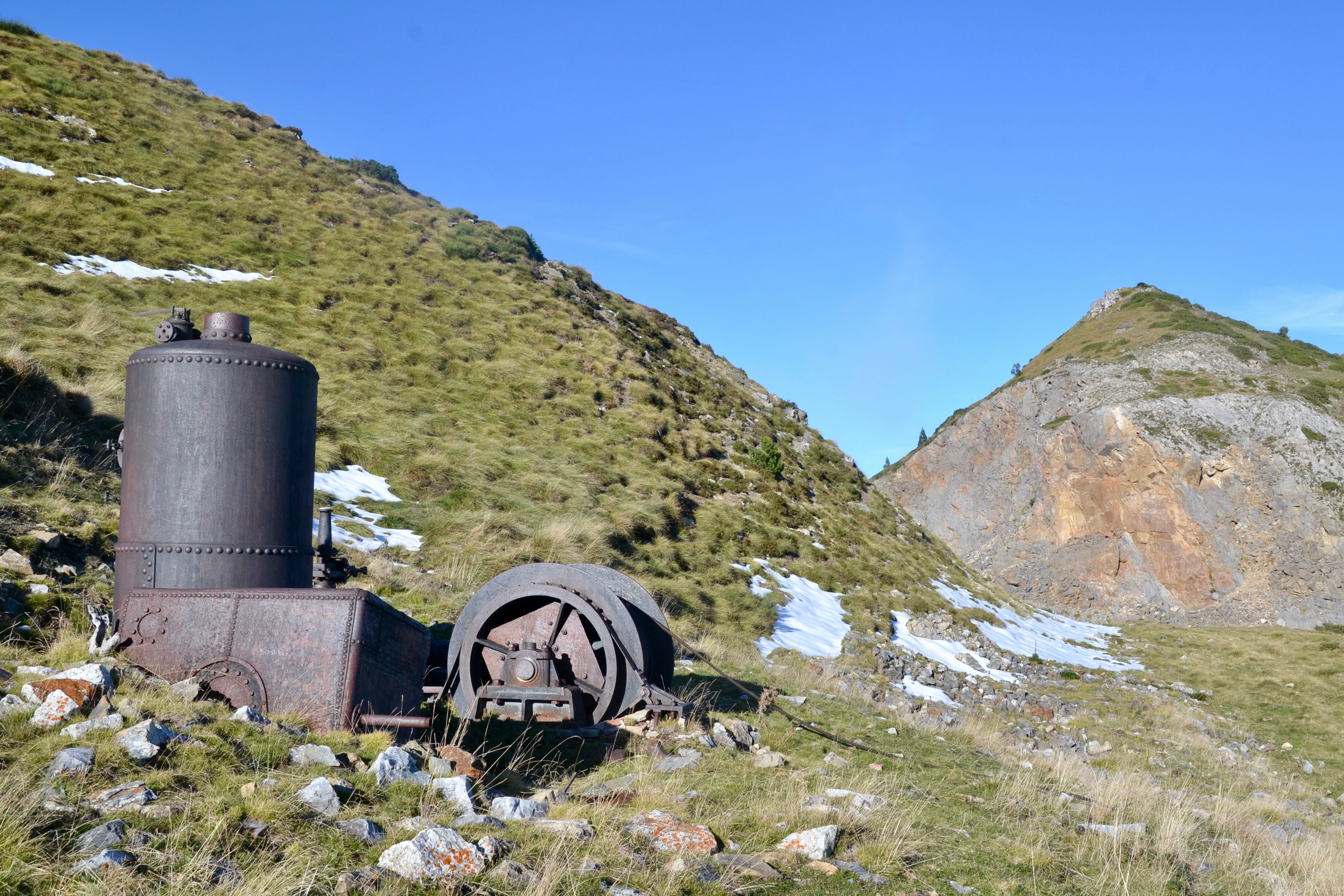
Vestiges de machines.
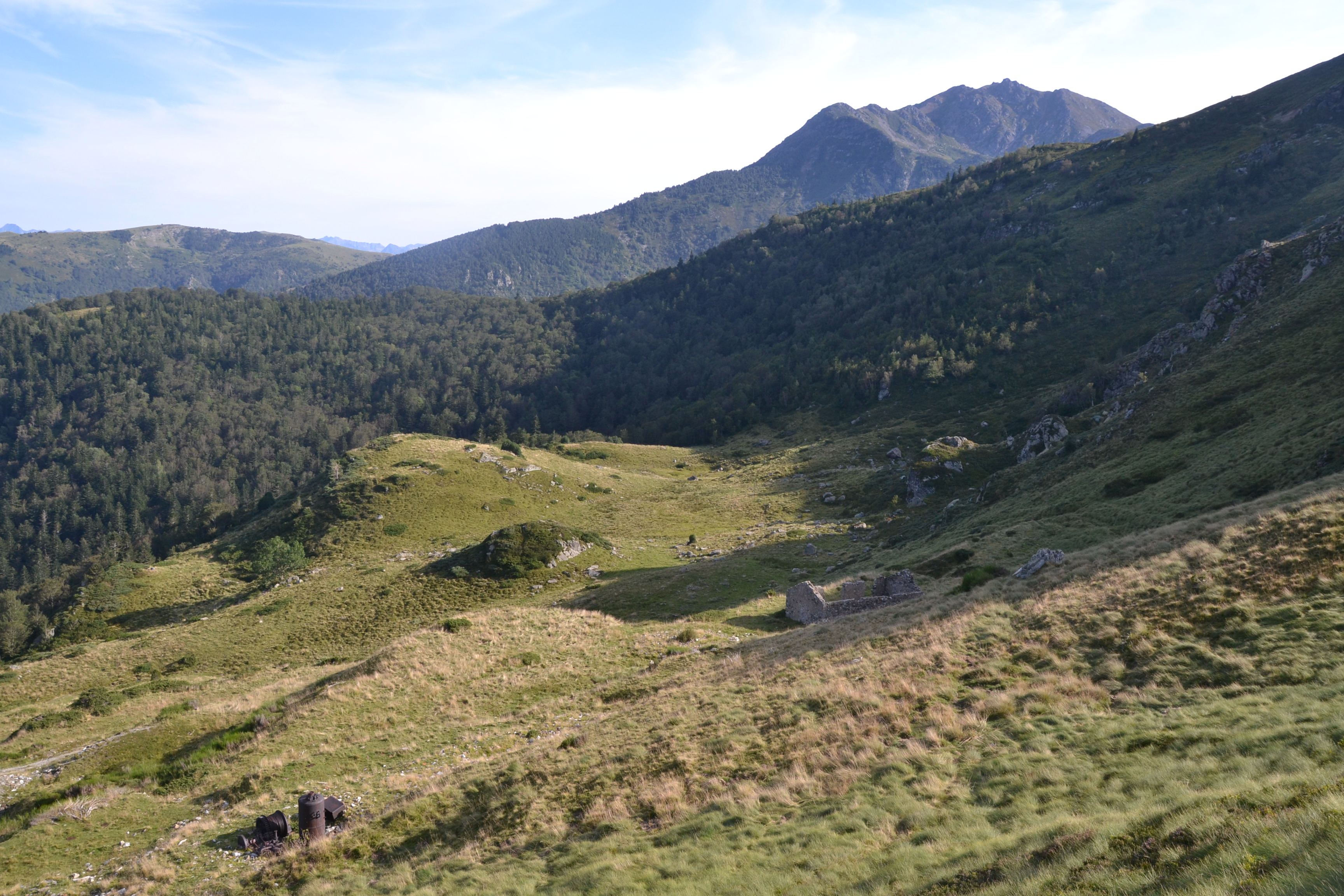
Vestiges de baraquements.
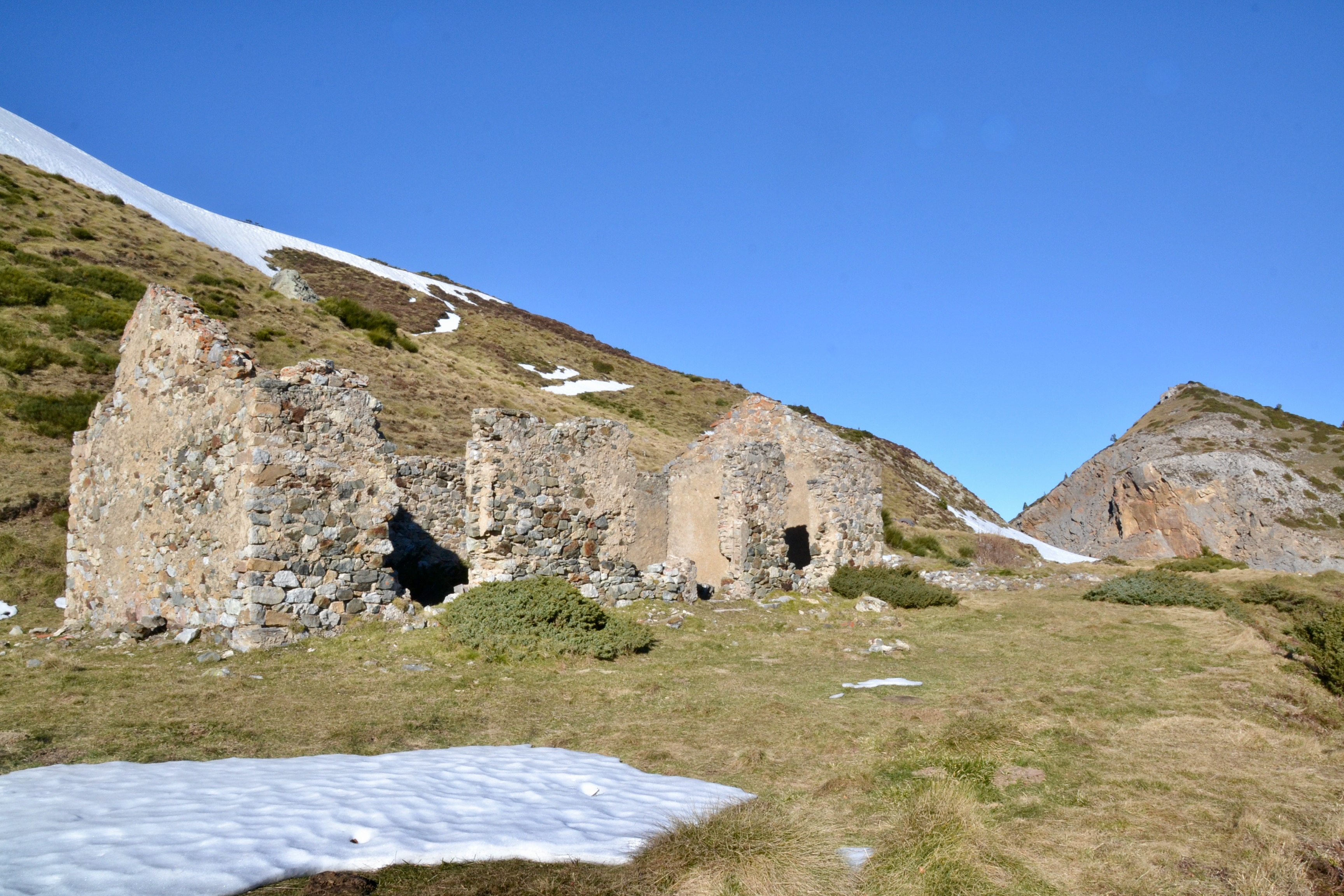
Vestiges de baraquements.
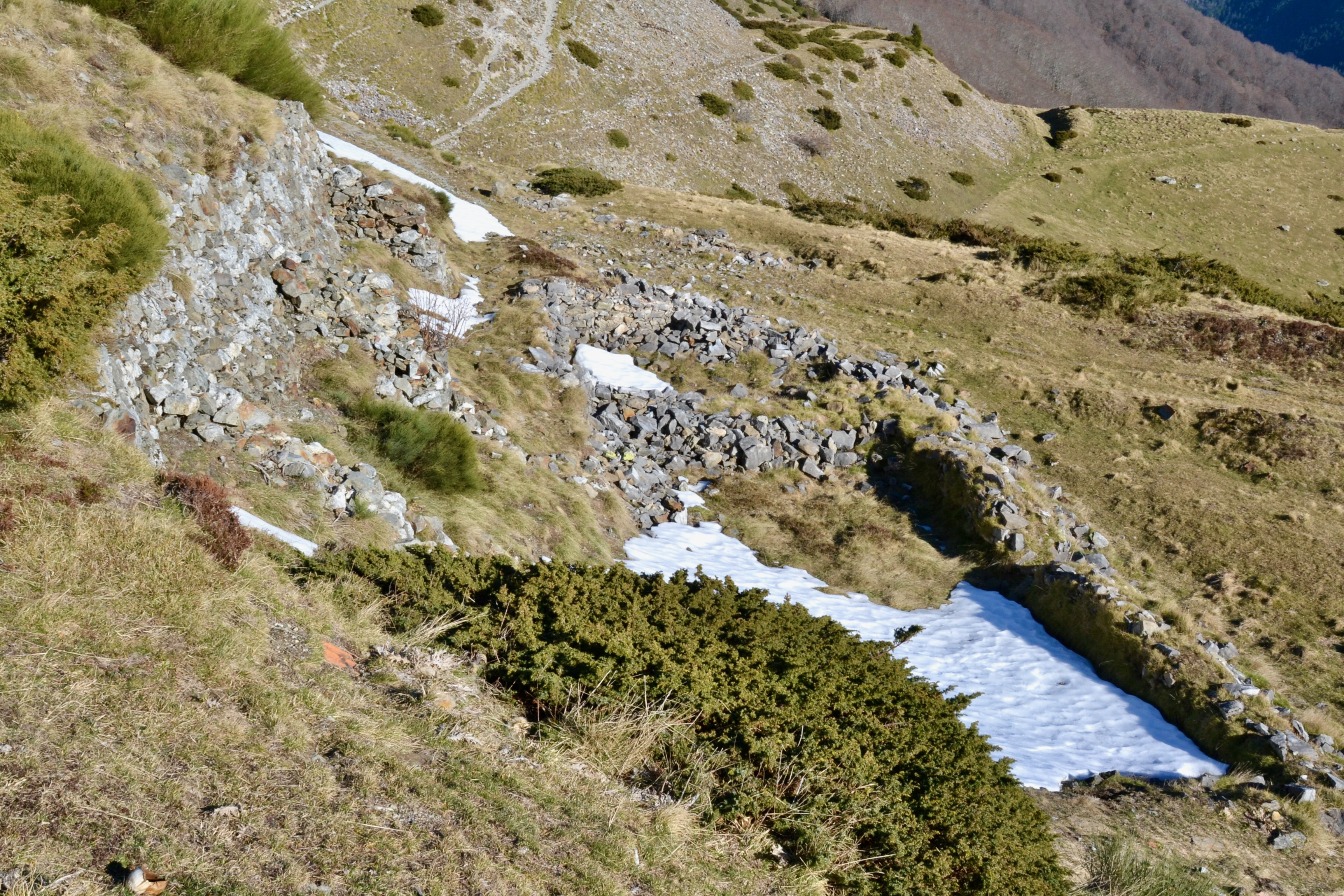
Vestiges de baraquements.